# Dunnes
Dunnes Stores ist eine irische Einzelhandelskette. Das Familienunternehmen mit 134 Filialen in Irland, Nordirland und Spanien hat seinen Sitz in Dublin.

## Geschichte
Das Unternehmen wurde 1944 in der St. Patrick’s Street in Cork von Bernard „Ben“ Dunne (1908–1983) als Bekleidungsgeschäft gegründet. Er hatte 1926 angefangen, in einem Textilwarengeschäft in Drogheda zu arbeiten. Ab der Mitte der 1930er-Jahre arbeitete er bei Roches Stores in Cork, das er verließ, um seinen eigenen Laden zu eröffnen. Bis Ende der 1950er-Jahre eröffneten weitere Läden in Wexford, Waterford, Limerick und Dublin. Der Verkauf von Lebensmitteln begann in den 1960er-Jahren. 1966 eröffnete Dunnes in Cornelscourt im damaligen County Dublin das erste außerstädtische Einkaufszentrum Irlands.
Weitere Filialen entstanden auch im Vereinigten Königreich und Nordirland, wurden jedoch in Großbritannien bis 2018 geschlossen, in Nordirland reduziert.
Nach Dunnes Tod wurde das Familienunternehmen von dem jüngsten seiner fünf Kinder, Ben Dunne jr. (1949–2023), geleitet. Nachdem Dunne jr. 1992 in einem Golfurlaub in Miami wegen Drogenbesitzes festgenommen wurde und unlautere Zahlungen von Firmengeldern an die Politiker Michael Lowry und Charles J. Haughey bekannt wurden, übergab die Familie seinen Posten an seine Schwester Margaret Heffernan (* 1942) und kaufte Ben Dunne alle Anteile ab. Heffernan führte zusammen mit ihrem Bruder Frank (* 1943) Dunnes Stores in das 21. Jahrhundert und stärkte die Marke nachhaltig. 2017 zog sich Heffernan aus dem aktiven Geschäft zurück; ihre Tochter Anne Heffernan und ihre Nichte Sharon McMahon wurden zu CEOs ernannt.
Zusammen mit Tesco und Supervalu gehörten Dunnes Stores 2016 zu den größten Einzelhandelsketten Irelands; gemeinsam halten die drei Unternehmen über 70 % des irischen Einzelhandels.

## Unternehmen

### Sortiment

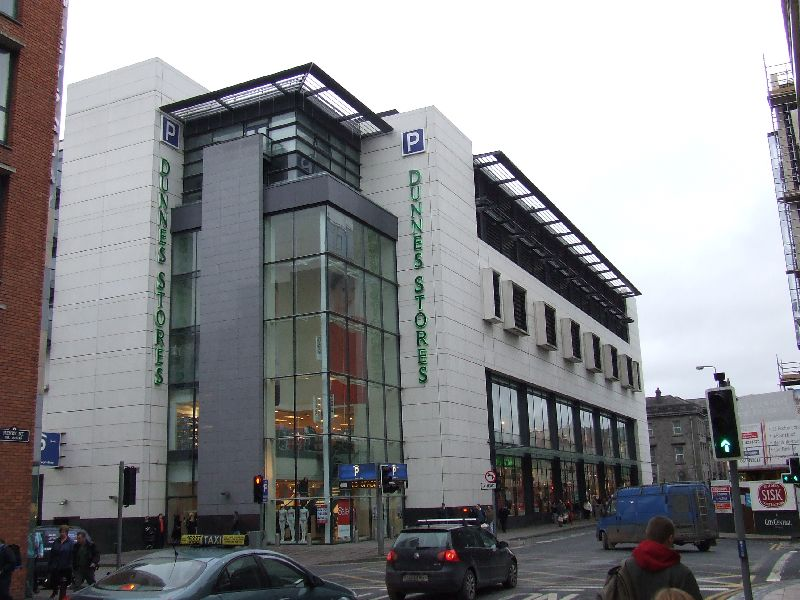
Dunnes Stores in Limerick (2007)

Dunnes vertreibt hauptsächlich Textilien, Lebensmittel und in geringerem Umfang Haushaltswaren – in Irland üblicherweise als Kombination aus einer großen Textilabteilung und einem Lebensmittel-Supermarkt (beide mit separater Abrechnung), ähnlich dem Konzept von Marks & Spencer. Nur Textil- oder nur Lebensmittel-Geschäfte kommen in Irland selten vor, außerhalb Irlands werden Lebensmittel fast gar nicht in den Dunnes-Läden angeboten. Eine bekannte Dunnes-eigene Lebensmittelmarke ist St. Bernard.

### Unternehmensform

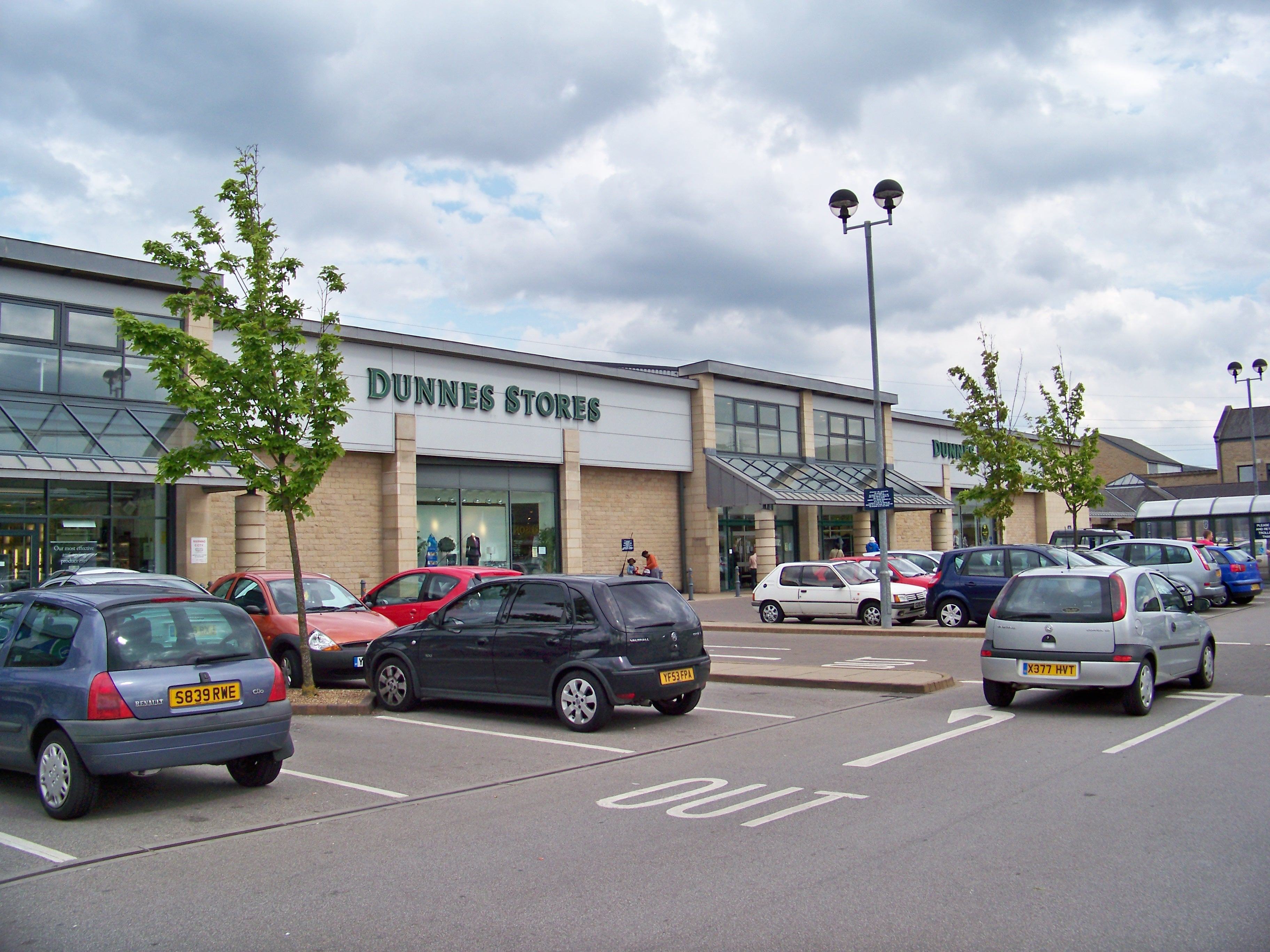
Dunnes Stores bei Leeds, West Yorkshire (2009)

Dunnes ist nicht börsennotiert und wird als private „unlimited company“ geführt – das ist nicht üblich und bedeutet in der Konsequenz, dass die Eigentümer keine Zahlen vorlegen, ggf. aber in unbeschränkter Höhe für Forderungen an das Unternehmen aufkommen müssen.
1963 wurde die Dunnes Holding Company gegründet. Sie wird bis heute von einem Trust geführt wird, der sich vollständig im Besitz der Nachfahren von Ben Dunne befindet. Ein Drittel der Anteile gehören der Familie von Frank Dunne, fast ebenso viele Anteile der seiner Schwester Margaret Heffernan.